# 尾張旭市立旭小学校
尾張旭市立旭小学校（おわりあさひしりつ あさひしょうがっこう）は愛知県尾張旭市西の野町にある公立の小学校。

## 概要
- 校区は新居町（一部）、稲葉町、上の山町（一部）、北原山町、下井町（一部）、城前町（一部）、西大道町、西の野町、東大道町、向町、南原山町（一部）、向山（一部）であり、児童は尾張旭市立旭中学校、尾張旭市立東中学校に進学する[1][2]。

## 沿革
- 1873年（明治6年）9月 - 東春日井郡新居村に魁昇学校[注釈 1]として開校。退養寺[注釈 2]を仮校舎とする。
- 1876年（明治9年） - 新葉学校に改称する。
- 1878年（明治11年） - 井田村、瀬戸川村、狩宿村が合併し、三郷村となる。
- 1884年（明治17年） - 今村学校から稲葉村が離脱し、稲葉学校が開校する。後に稲葉尋常小学校に改称する。
- 1886年（明治19年）9月 - 新葉学校が印場村の斉場学校を統合する。同時に新居尋常小学校に改称する。
- 1891年（明治24年）9月 - 印場村が印場尋常小学校を設置し、新居尋常小学校から離脱する。
- 1906年（明治39年）7月16日 - 印場村、新居村、八白村が合併し、旭村が発足。
- 1907年（明治40年） - 稲葉尋常小学校が旭第二尋常小学校、新居尋常小学校が旭第三尋常小学校、印場尋常小学校が旭第四尋常小学校に改称する。
- 1908年（明治41年）5月 - 旭第二尋常小学校、旭第三尋常小学校、旭第四尋常小学校を統合し、高等科を設置。旭尋常高等小学校となる。本校は旧・旭第三尋常小学校を使用し、印場の旧・旭第四尋常小学校を印場分教場とする。
- 1912年（明治45年）1月 - 印場分教場が独立し、旭第三尋常小学校となる。
- 1917年（大正6年）4月28日 - 旭第一実業補習学校を併設する。
- 1935年（昭和10年）4月 - 青年学校を併設する。
- 1941年（昭和16年）4月1日 - 旭国民学校に改称する。
- 1947年（昭和22年）4月1日 - 旭村立旭小学校に改称する。
- 1948年（昭和23年）8月5日 - 旭村が町制施行し、旭町となる。同時に旭町立旭小学校に改称する。
- 1950年（昭和25年）4月 - 東部分校を設置する。
- 1951年（昭和26年）4月 - 本地原分校を設置する。
- 1952年（昭和27年）4月 - 東部分校が独立し、旭町立東栄小学校となる。
- 1954年（昭和29年）1月 - 本地原分校が独立し、旭町立本地原小学校となる。
- 1966年（昭和41年） - 新校舎（鉄筋コンクリート造）が完成する。
- 1970年（昭和45年）
  - 4月 - 旭町立城山小学校を分離する。
  - 12月1日 - 尾張旭町に改称。市制施行し、尾張旭市となる。同時に尾張旭市立旭小学校に改称する。
- 1973年（昭和48年）10月 - 開校100周年を迎える。
- 1974年（昭和49年）6月 - 現在地に校舎を新築し、移転する。
- 1977年（昭和52年）12月 - 体育館が完成する。
- 1979年（昭和54年）3月 - プールが完成する。
- 2023年（令和5年）11月22日 - 創立150周年記念式典挙行。

## 交通アクセス
- 名鉄瀬戸線尾張旭駅下車、徒歩約7分。
- 名鉄バス本地ヶ原線・愛知医科大学病院線「旭小学校前」バス停より徒歩3分。

名鉄バスセンターより【33系統】「尾張旭向ヶ丘」行き。
瀬戸線尾張旭駅より【33系統】「名鉄バスセンター」行き、【85系統】「長久手古戦場駅」行き。
愛知高速交通東部丘陵線長久手古戦場駅より【85系統】「尾張旭向ヶ丘」行き。

## 周辺施設

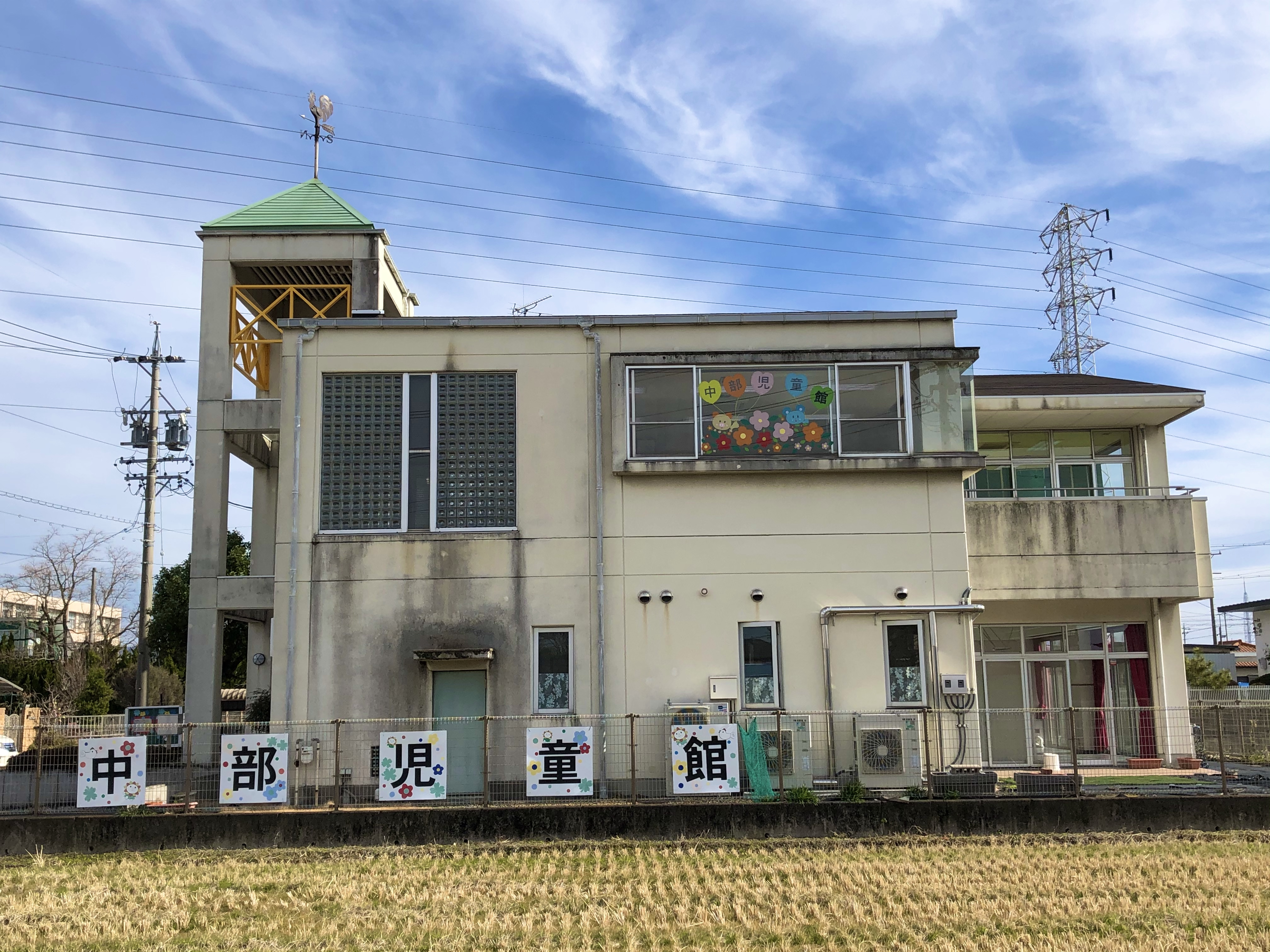
尾張旭市中部児童館

- 尾張旭市立図書館
- 愛知県立旭野高等学校
- 尾張旭市立旭中学校
- 尾張旭市立東中学校
- 尾張旭市立西中学校
- 尾張旭市立渋川小学校
- 尾張旭市中部児童館

## 著名な卒業生
- 谷口巌（国文学者、愛知教育大学名誉教授）※卒業後は旧制愛知一中へ入学